# Banchus sanjozanus
Banchus sanjozanus är en stekelart som beskrevs av Tohru Uchida 1929. Banchus sanjozanus ingår i släktet Banchus och familjen brokparasitsteklar. Inga underarter finns listade.